# Лівий берег
«Лівий берег» — українське інтернет-видання, створене київським Інститутом Горшеніна 2009 року. Протягом 2008-2011 років Інститут Горшеніна також щотижня видавав однойменну російськомовну газету «Левый берег». 
З червня 2009 по липень 2020 року Інститут Горшеніна також мав російськомовну версію сайту lb.ua, у травні 2012 року з'явилася україномовна версія сайту ukr.lb.ua, у листопаді 2012 року її без пояснень закрили. Україномовну версію перезапустили в лютому 2014 році за тією ж адресою, у липні 2020 року україномовна версія сайту переїхала на lb.ua, яка до липня 2020 року була російськомовною версією сайту.

## Історія

### Друкована газета
Газета вперше вийшла у квітні 2008 року в Дніпрі як російськомовний суспільно-політичний тижневик. Газета поширювалася у Києві, Дніпрі, Харкові й Одесі накладом 90 тис. примірників.
У січні 2011 року газету було закрито через припинення фінансування. Редакція видання продовжила роботу в інтернет-проєкті LB.ua.
Редакція
Колектив журналістів видання складався з журналістів: Соня Кошкіна (головний редактор), Віталій Портников, Олексій Мустафін, Роман Чайка, Олександр Гливинський, Єгор Чечеринда, Сергій Руденко, Михайлина Скорик (редактор відділу «Київ»), Сергій Згурець, Віктор Чайка.
Керівні посади у виданні займали Олег Базар (головний редактор), Артем Горячкін (заступник головного редактора), Ірина Дубініна (редактор відділу «Дніпропетровськ»), Влад Головін (редактор відділу «Економіка»), Андрій Яніцький (редактор відділу «Експертиза»). Шеф-редактор проєкту — Кость Бондаренко.
- Вадим Омельченко — керівник проєкту.
- Олег Базар — головний редактор.
- Соня Кошкіна — шеф-редактор.
- Андрій Яніцький — редактор відділу «Економіка».
- Марія Ридван — редактор відділу «Київ».
- Євген Швець — редактор відділу «Спорт».
- Макс Левін — фотокореспондент.
- Віктор Пінчук — власник.

### Інтернет-видання LB.ua
Сайт видання lb.com.ua запрацював у червні 2009 року, шеф-редактором сайту стала Соня Кошкіна. Кошкіна тоді заявляла, що це повноцінний інформаційний ресурс, а не електронний додаток до друкованої версії тижневика.
18 липня 2012 року інтернет-видання lb.ua припинило роботу через відкриття Печерською прокуратурою проти нього кримінальної справи за можливе порушення таємниці листування народного депутата від Партії регіонів Володимира Ландіка. 24 липня 2012 року lb.ua відновив роботу.

## Мова видання
Газета, що виходила з 2008 по 2011 рік була російськомовною. З червня 2009 по липень 2020 року існувала російськомовна версія сайту за адресою lb.ua. У травні 2012 року з'явилася україномовна версія сайту за адресою ukr.lb.ua але через шість місяців у листопаді 2012 року її без пояснень зачинили; україномовну версію перезапустили у лютому 2014 році за старою адресою ukr.lb.ua, а в липні 2020 року україномовна версія сайту переїхала на lb.ua, яка до липня 2020 року була російськомовною версією сайту. Російськомовну версію сайту було закрито 17 травня 2022 року.